# Kallima gambrisius
Kallima gambrisius är en fjärilsart som beskrevs av Fabricius 1793. Kallima gambrisius ingår i släktet Kallima och familjen praktfjärilar. Inga underarter finns listade i Catalogue of Life.